# 當櫻花盛開
《當櫻花盛開》是一部2008年的德國電影，由多莉絲‧朵利執導，艾瑪‧魏波、娜蘿蕾‧艾爾斯納、以及入月彩主演。電影敘述罹患絕症的主人公魯迪，在妻子杜莉突然過世之後，發現妻子為了他放棄了原本想要的生活；為了重新認識妻子，而踏入了陌生的日本國度的故事。

## 外部連結
- 互联网电影数据库（IMDb）上《當櫻花盛開》的资料（英文）
- 爛番茄上《Kirschblüten - Hanami (Cherry Blossoms) (2008)》的資料（英文）